# Real Madrid Club de Fútbol 2011-2012
Questa pagina raccoglie i dati riguardanti il Real Madrid Club de Fútbol nelle competizioni ufficiali della stagione 2011-2012.

## Stagione
Persa la Supercoppa nazionale contro il Barcellona, i Blancos si riscattano in Champions League vincendo a punteggio pieno il proprio girone. Nella partita con il Levante, vinta per 4-2, Cristiano Ronaldo è autore della 4000ª rete al Bernabéu.
Il Real Madrid fallisce in Europa dove, dopo aver eliminato il CSKA Mosca, è battuto dal Bayern Monaco ma non in campo nazionale: la Liga, vinta con 2 giornate di anticipo, termina con la quota di 100 punti in classifica e 121 gol all'attivo.

## Maglie e sponsor
Lo sponsor tecnico per la stagione 2011-2012 è Adidas, mentre lo sponsor ufficiale è Bwin.
| Casa | Trasferta | Terza |

## Organigramma societario
Area direttiva
- Presidente: Florentino Perez
- Presidente onorario: Alfredo di Stéfano
- Vicepresidente: Fernando Fernández Tapia, Eduardo Fernández de Blas
- Direttore generale: José Angel Sanchez
- Direttore risorse: Enrique Balboa
- Risorse umane: José María García
- Direttore dell'area sociale: José Luis Sánchez
- Direttore di controllo e auditing interno: Carlos Martínez de Albornoz
- Direttore della commissione di consulenza legale: Javier López Farre
- Direttore Fondazione "Real Madrid": Julio González

- Capo del protocollo: Raúl Serrano

Area comunicazione
- Capo di Gabinetto della presidenza: Manuel Redondo
- Direttore dell'area comunicazione: Antonio Galeano
- Direttore delle relazioni istituzionali: Emilio Butragueño

Area marketing
- Direttore economico: Julio Esquerdeiro
- Direttore commerciale: Begoña Sanz
- Direttore operazioni e servizi: Fernando Tormo

Area tecnica
- Direttore sportivo della sezione calcistica: Miguel Pardeza
- Allenatore: José Mourinho
- Allenatore in seconda: Aitor Karanka
- Allenatore dei portieri: Silvino Louro
- Assistente tecnico: José Morais
- Preparatore atletico: Rui Faria

## Rosa[7]
| N. |                       | Ruolo | Calciatore                   |
| -- | --------------------- | ----- | ---------------------------- |
| 1  | Spagna (bandiera)     | P     | Iker Casillas (capitano)     |
| 2  | Portogallo (bandiera) | D     | Ricardo Carvalho             |
| 3  | Portogallo (bandiera) | D     | Pepe                         |
| 4  | Spagna (bandiera)     | D     | Sergio Ramos (vice capitano) |
| 5  | Turchia (bandiera)    | C     | Nuri Şahin                   |
| 6  | Germania (bandiera)   | C     | Sami Khedira                 |
| 7  | Portogallo (bandiera) | A     | Cristiano Ronaldo            |
| 8  | Brasile (bandiera)    | C     | Kaká                         |
| 9  | Francia (bandiera)    | A     | Karim Benzema                |
| 10 | Germania (bandiera)   | C     | Mesut Özil                   |
| 11 | Spagna (bandiera)     | C     | Esteban Granero              |
| 12 | Brasile (bandiera)    | D     | Marcelo                      |

| N. |                       | Ruolo | Calciatore          |
| -- | --------------------- | ----- | ------------------- |
| 13 | Spagna (bandiera)     | P     | Adán                |
| 14 | Spagna (bandiera)     | C     | Xabi Alonso         |
| 15 | Portogallo (bandiera) | D     | Fábio Coentrão      |
| 16 | Turchia (bandiera)    | C     | Hamit Altıntop      |
| 17 | Spagna (bandiera)     | D     | Álvaro Arbeloa      |
| 18 | Spagna (bandiera)     | D     | Raúl Albiol         |
| 19 | Francia (bandiera)    | D     | Raphaël Varane      |
| 20 | Argentina (bandiera)  | A     | Gonzalo Higuaín     |
| 21 | Spagna (bandiera)     | C     | José María Callejón |
| 22 | Argentina (bandiera)  | C     | Ángel Di María      |
| 24 | Francia (bandiera)    | C     | Lassana Diarra      |
|    | Spagna (bandiera)     | P     | Fernando Pacheco    |

## Calciomercato

### Sessione estiva(dall'1/7 al 31/8)
| Acquisti | Acquisti            | Acquisti          | Acquisti                   |
| R.       | Nome                | da                | Modalità                   |
| -------- | ------------------- | ----------------- | -------------------------- |
| D        | Raphaël Varane      | Lens              | definitivo (10 milioni €)  |
| D        | Fábio Coentrão      | Benfica           | definitivo (30 milioni €)  |
| C        | Nuri Şahin          | Borussia Dortmund | definitivo (10 milioni €)  |
| C        | Hamit Altıntop      |                   | parametro zero             |
| C        | José María Callejón | Espanyol          | definitivo (4,4 milioni €) |
| C        | Royston Drenthe     | Hércules          | fine prestito              |

| Cessioni | Cessioni          | Cessioni        | Cessioni                     |
| R.       | Nome              | a               | Modalità                     |
| -------- | ----------------- | --------------- | ---------------------------- |
| P        | Jerzy Dudek       |                 | svincolato                   |
| D        | David Mateos      | Real Saragozza  | prestito                     |
| D        | Ezequiel Garay    | Benfica         | definitivo (5,5 mln €)       |
| C        | Sergio Canales    | Valencia        | prestito oneroso (2 mln €)   |
| C        | Pedro León        | Getafe          | prestito                     |
| C        | Fernando Gago     | Roma            | prestito oneroso (0,5 mln €) |
| C        | Royston Drenthe   | Everton         | prestito gratuito''          |
| A        | Emmanuel Adebayor | Manchester City | fine prestito                |

## Risultati

### Liga

#### Girone di andata
| Arbitro: | César Muñiz Fernández |

|  |           |                                                          |
|  | Marcatori | 24’, 71’, 87’ C. Ronaldo 28’ Marcelo 64’ Alonso 82’ Kaká |

| Arbitro: | Carlos Clos Gómez |

|                                                    |           |               |
| Benzema 14’, 69’ C. Ronaldo 60’ (rig.) Higuaín 88’ | Marcatori | 39’, 73’ Miku |

| Arbitro: | Javier Turienzo Álvarez |

|          |           |  |
| Koné 68’ | Marcatori |  |

| Santander 21 settembre 2011, ore 20:00 CEST 4º Giornata | Racing Santander         | 0 – 0 referto | Real Madrid | El Sardinero (21.000 spett.)\| Arbitro: \| David Fernández Borbalán \| |
| Arbitro:                                                | David Fernández Borbalán |               |             |                                                                        |

| Arbitro: | José Luis Paradas Romero |

|                                                                             |           |               |
| C. Ronaldo 39’, 51’ (rig.), 84’ (rig.) Higuaín 45+1’ Varane 67’ Benzema 73’ | Marcatori | 1’, 55’ Michu |

| Arbitro: | Fernando Teixeira Vitienes |

|  |           |                                    |
|  | Marcatori | 17’, 66’, 89’ Higuaín 82’ Callejón |

| Arbitro: | Carlos Delgado Ferreiro |

|                                |           |            |
| Higuaín 46’, 70’, 73’ Kaká 59’ | Marcatori | 69’ Molina |

| Arbitro: | Antonio Miguel Mateu Lahoz |

|  |           |                                     |
|  | Marcatori | 11’ Higuaín 23’, 28’, 38’C. Ronaldo |

| Arbitro: | Miguel Ángel Pérez Lasa |

|                                  |           |  |
| Benzema 5’ Kaká 11’ di María 31’ | Marcatori |  |

| Arbitro: | Alberto Undiano Mallenco |

|  |           |            |
|  | Marcatori | 9’ Higuaín |

| Arbitro: | Alfonso Álvarez Izquierdo |

|                                                                       |           |              |
| C. Ronaldo 23’, 54’ (rig.), 58’ Pepe 34’ Higuaín 40’ Benzema 63’, 81’ | Marcatori | 31’ Ibrahima |

| Arbitro: | José Antonio Teixeira Vitienes |

|                  |           |                                   |
| Soldado 74’, 82’ | Marcatori | 20’ Benzema 72’ Ramos 78’ Ronaldo |

| Arbitro: | Antonio Miguel Mateu Lahoz |

|                                                            |           |            |
| C. Ronaldo 24’ (rig.), 82’ (rig.) di María 49’ Higuaín 65’ | Marcatori | 15’ Adrián |

| Arbitro: | Eduardo Iturralde González |

|  |           |                                           |
|  | Marcatori | 34’ di María 64’ C. Ronaldo 90+2’ Marcelo |

| Arbitro: | David Fernández Borbalán |

|            |           |                                   |
| Benzema 1’ | Marcatori | 30’ Sánchez 53’ Xavi 66’ Fàbregas |

| Arbitro: | Carlos Clos Gómez |

|                         |           |                                                                        |
| Navas 69’ Negredo 90+2’ | Marcatori | 10’, 41’, 85’ (rig.) C. Ronaldo 37’ Callejón 66’ di María 89’ Altıntop |

| Arbitro: | César Muñiz Fernández |

|                                                       |           |             |
| Benzema 19’, 50’ Ramos 34’ Higuaín 47’ C. Ronaldo 89’ | Marcatori | 22’ M. Rico |

| Arbitro: | Pedro Jesús Pérez Montero |

|           |           |                          |
| Hemed 39’ | Marcatori | 72’ Higuaín 84’ Callejón |

| Arbitro: | Antonio Miguel Mateu Lahoz |

|                                                            |           |              |
| Marcelo 25’ C. Ronaldo 47’ (rig.), 67’ (rig.) Callejón 85’ | Marcatori | 13’ Llorente |

#### Girone di ritorno
| Arbitro: | Eduardo Iturralde González |

|                                  |           |            |
| Kaká 32’ C. Ronaldo 49’ Özil 56’ | Marcatori | 13’ Lafita |

| Arbitro: | Miguel Ángel Ayza Gámez |

|  |           |           |
|  | Marcatori | 18’ Ramos |

| Arbitro: | Alberto Undiano Mallenco |

|                                             |           |                    |
| C. Ronaldo 45’ (rig.), 50’, 57’ Benzema 66’ | Marcatori | 5’ Cabral 63’ Koné |

| Arbitro: | José Luis González González |

|                                               |           |  |
| C. Ronaldo 6’ Benzema 45+1’, 89’ di María 73’ | Marcatori |  |

| Arbitro: | David Fernández Borbalán |

|  |           |                |
|  | Marcatori | 54’ C. Ronaldo |

| Arbitro: | José Antonio Teixeira Vitienes |

|                                                      |           |  |
| C. Ronaldo 23’ Khedira 38’ Higuaín 47’, 78’ Kaká 66’ | Marcatori |  |

| Arbitro: | Eduardo Iturralde González (infortunato, sostituito al 46' dal quarto uomo Gorka Sagués Oscoz) |

|                        |           |                                 |
| Molina 10’ Montero 55’ | Marcatori | 25’ Higuaín 52’, 73’ C. Ronaldo |

| Arbitro: | Miguel Ángel Ayza Gámez |

|             |           |               |
| Benzema 35’ | Marcatori | 90+2’ Cazorla |

| Arbitro: | José Luis Paradas Romero |

|           |           |                |
| Senna 83’ | Marcatori | 62’ C. Ronaldo |

| Arbitro: | Javier Turienzo Álvarez |

|                                                 |           |            |
| Higuaín 6’ C. Ronaldo 32’, 56’ Benzema 40’, 49’ | Marcatori | 42’ Prieto |

| Arbitro: | César Muñiz Fernández |

|          |           |                                                 |
| Nino 48’ | Marcatori | 7’ Benzema 37’, 70’ C. Ronaldo 40’, 77’ Higuaín |

| Madrid 8 aprile 2012, ore 21:30 CEST 31º Giornata | Real Madrid       | 0 – 0 referto | Valencia | Stadio Santiago Bernabéu (79.000 spett.)\| Arbitro: \| Carlos Clos Gómez \| |
| Arbitro:                                          | Carlos Clos Gómez |               |          |                                                                             |

| Arbitro: | Carlos Delgado Ferreiro |

|            |           |                                              |
| Falcao 55’ | Marcatori | 25’, 68’, 83’ (rig.) C. Ronaldo 87’ Callejón |

| Arbitro: | Pedro Jesús Pérez Montero |

|                                        |           |                          |
| Higuaín 37’ C. Ronaldo 74’ Benzema 82’ | Marcatori | 30’ (rig.) de las Cuevas |

| Arbitro: | Alberto Undiano Mallenco |

|             |           |                            |
| Sánchez 70’ | Marcatori | 17’ Khedira 73’ C. Ronaldo |

| Arbitro: | Antonio Miguel Mateu Lahoz |

|                                 |           |  |
| C. Ronaldo 19’ Benzema 48’, 52’ | Marcatori |  |

| Arbitro: | José Antonio Teixeira Vitienes |

|  |           |                                     |
|  | Marcatori | 16’ Higuaín 20’ Özil 50’ C. Ronaldo |

| Arbitro: | Carlos Clos Gómez |

|         |           |                                           |
| Jara 5’ | Marcatori | 81’ (rig.) C. Ronaldo 90+3’ (aut.) Cortés |

| Arbitro: | José Luis González González |

|                                          |           |            |
| C. Ronaldo 19’ Benzema 23’ Özil 49’, 58’ | Marcatori | 52’ Castro |

### Champions League

#### Fase a gironi
| Arbitro: | Svein Oddvar Moen |

|  |           |              |
|  | Marcatori | 53’ di María |

| Arbitro: | Mark Clattenburg |

|                                     |           |  |
| C. Ronaldo 25’ Kaká 41’ Benzema 49’ | Marcatori |  |

| Arbitro: | Cüneyt Çakır |

|                                                     |           |  |
| Benzema 19’ Khedira 47’ Lloris 55’ (aut.) Ramos 81’ | Marcatori |  |

| Arbitro: | Nicola Rizzoli |

|  |           |                            |
|  | Marcatori | 24’, 69’ (rig.) C. Ronaldo |

| Arbitro: | Alan Kelly |

|                                                      |           |                         |
| Benzema 2’, 66’ Callejón 6’, 49’ Higuaín 9’ Özil 20’ | Marcatori | 81’ Bećiraj 90’ Tomečak |

| Arbitro: | Manuel de Sousa |

|  |           |                                 |
|  | Marcatori | 14’, 90+2’ Callejón 41’ Higuaín |

#### Fase a eliminazione diretta
| Arbitro: | Björn Kuipers |

|                 |           |                |
| Wernbloom 90+3’ | Marcatori | 28’ C. Ronaldo |

| Arbitro: | Stéphane Lannoy |

|                                               |           |           |
| Higuaín 26’ C. Ronaldo 55’, 90+4’ Benzema 70’ | Marcatori | 77’ Tošić |

| Arbitro: | Felix Brych |

|  |           |                           |
|  | Marcatori | 74’, 90’ Benzema 82’ Kaká |

| Arbitro: | Gianluca Rocchi |

|                                                        |           |                               |
| C. Ronaldo 26’, 75’ Kaká 37’ Callejón 80’ di María 84’ | Marcatori | 67’ Manduca 82’ (rig.) Solari |

| Arbitro: | Howard Webb |

|                      |           |          |
| Ribéry 17’ Gómez 90’ | Marcatori | 53’ Özil |

| Arbitro: | Viktor Kassai |

|                                   |                      |                                       |
| C. Ronaldo 6’ (rig.), 14’         | Marcatori            | 27’ (rig.) Robben                     |
| C. Ronaldo Kaká Xabi Alonso Ramos | Tiri di rigore 1 – 3 | Alaba Gómez Kroos Lahm Schweinsteiger |

### Coppa del Re
| Arbitro: | Ignacio Iglesias Villanueva |

|  |           |                             |
|  | Marcatori | 29’ Callejón 74’ C. Ronaldo |

| Arbitro: | Miguel Ángel Ayza Gámez |

|                                                   |           |            |
| Callejón 25’, 88’ Şahin 44’ Varane 49’ Joselu 79’ | Marcatori | 53’ Acorán |

| Arbitro: | Fernando Teixeira Vitienes |

|                                     |           |                            |
| Khedira 68’ Higuaín 70’ Benzema 78’ | Marcatori | 10’ Sánchez 29’ Demichelis |

| Arbitro: | Miguel Ángel Pérez Lasa |

|  |           |             |
|  | Marcatori | 72’ Benzema |

| Arbitro: | César Muñiz Fernández |

|                |           |                      |
| C. Ronaldo 11’ | Marcatori | 49’ Puyol 77’ Abidal |

| Arbitro: | Fernando Teixeira Vitienes |

|                       |           |                            |
| Pedro 43’ Alves 45+3’ | Marcatori | 68’ C. Ronaldo 72’ Benzema |

### Supercoppa di Spagna
| Arbitro: | Fernando Teixeira Vitienes |

|                     |           |                       |
| Özil 13’ Alonso 54’ | Marcatori | 36’ Villa 45+1’ Messi |

| Arbitro: | David Fernández Borbalán |

|                            |           |                            |
| Iniesta 15’ Messi 45’, 88’ | Marcatori | 20’ C. Ronaldo 82’ Benzema |

## Statistiche

### Statistiche di squadra
Statistiche aggiornate al 13 maggio 2012.
| Competizione          | Punti | In casa | In casa | In casa | In casa | In casa | In casa | In trasferta | In trasferta | In trasferta | In trasferta | In trasferta | In trasferta | Totale | Totale | Totale | Totale | Totale | Totale | D.R. |
| Competizione          | Punti | G       | V       | N       | P       | Gf      | Gs      | G            | V            | N            | P            | Gf           | Gs           | G      | V      | N      | P      | Gf     | Gs     | D.R. |
| --------------------- | ----- | ------- | ------- | ------- | ------- | ------- | ------- | ------------ | ------------ | ------------ | ------------ | ------------ | ------------ | ------ | ------ | ------ | ------ | ------ | ------ | ---- |
| Primera División      | 100   | 19      | 16      | 2       | 1       | 70      | 17      | 19           | 16           | 2            | 1            | 51           | 12           | 38     | 32     | 4      | 2      | 121    | 32     | 89   |
| Coppa del Re          | -     | 3       | 2       | 0       | 1       | 9       | 5       | 3            | 2            | 1            | 0            | 5            | 2            | 6      | 4      | 1      | 1      | 14     | 7      | 7    |
| UEFA Champions League | -     | 6       | 6       | 0       | 0       | 23      | 6       | 6            | 4            | 1            | 1            | 11           | 3            | 12     | 10     | 1      | 1      | 35     | 9      | 16   |
| Supercoppa di Spagna  | -     | 1       | 0       | 1       | 0       | 2       | 2       | 1            | 0            | 0            | 1            | 2            | 3            | 2      | 0      | 1      | 1      | 4      | 5      | −1   |
| Totale                | -     | 29      | 24      | 3       | 2       | 105     | 30      | 29           | 22           | 4            | 3            | 69           | 21           | 58     | 46     | 7      | 5      | 174    | 53     | 121  |